# Giovanni Caselli
Giovanni Caselli (Castagnola Val d'Aveto, 1698 - 4 de diciembre de 1752) fue un pintor en miniatura y decorador italiano, uno de los principales decoradores que trabajaron en la Real Fábrica de Porcelanas de Capodimonte fundada en 1743 por el futuro Carlos III de España y la reina María Amalia de Sajonia, en el Palacio Real de Nápoles.

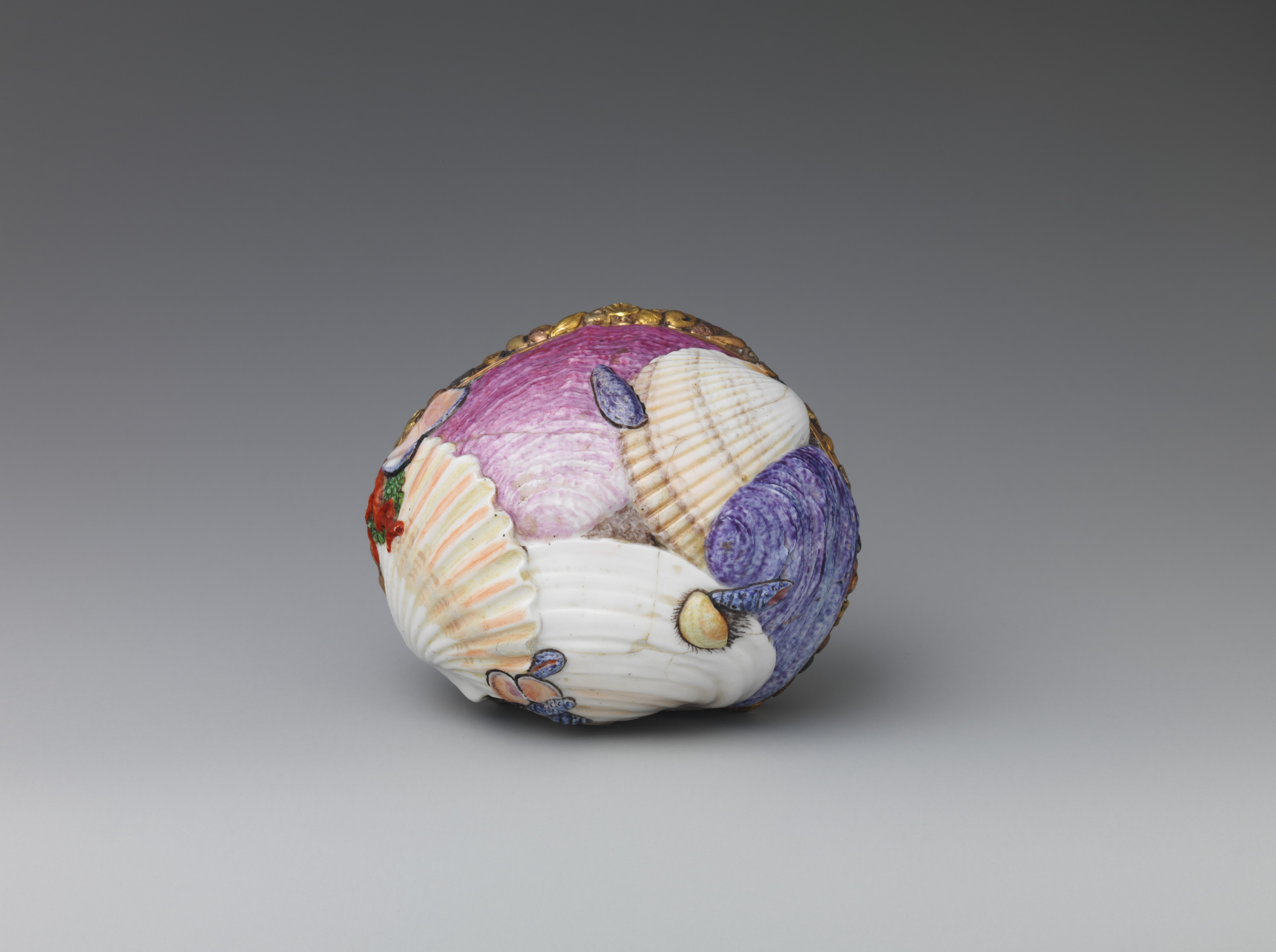
Fábrica de porcelana Capodimonte, miniatura atribuida a Giovanni Caselli,

## Biografía
Ya desde muy joven se le localiza en Piacenza. Se le considera de formación autodidacta, ya que su familia no disponía de recursos. Sus primeras obras fueron retratos en miniatura. Con Francesco Natali, trabajó en la decoración de varios edificios nobles (palacios y teatros). En 1723 se le encuentra como retratista en miniatura y decorador para Francisco Farnesio, duque de Parma y Piacenza; se documentan con certeza diecinueve retratos del duque realizados por él. Ya en 1733 se le encuentra como pintor del nuevo duque de Parma, el futuro Carlos III de España. Cuando Carlos fue nombrado rey de Nápoles, lo llevó con él a la corte. Fue uno de los primeros artistas que se incorporó de inmediato a la Real Fábrica de Porcelanas de Capodimonte. Su trabajo en ella queda acreditado en la pintura de pequeñas piezas, ajuares y servicios de café, entre otros. También dirigió desde 1744 la Real Fábrica.